# 972 a.C.

## Eventos
- Fim do reinado de Assurrabi II, rei da Assíria desde 1012 a.C. Ele foi sucedido por Assurresisi II (971 a.C - 967 a.C.).[1]